# Komunikační linie

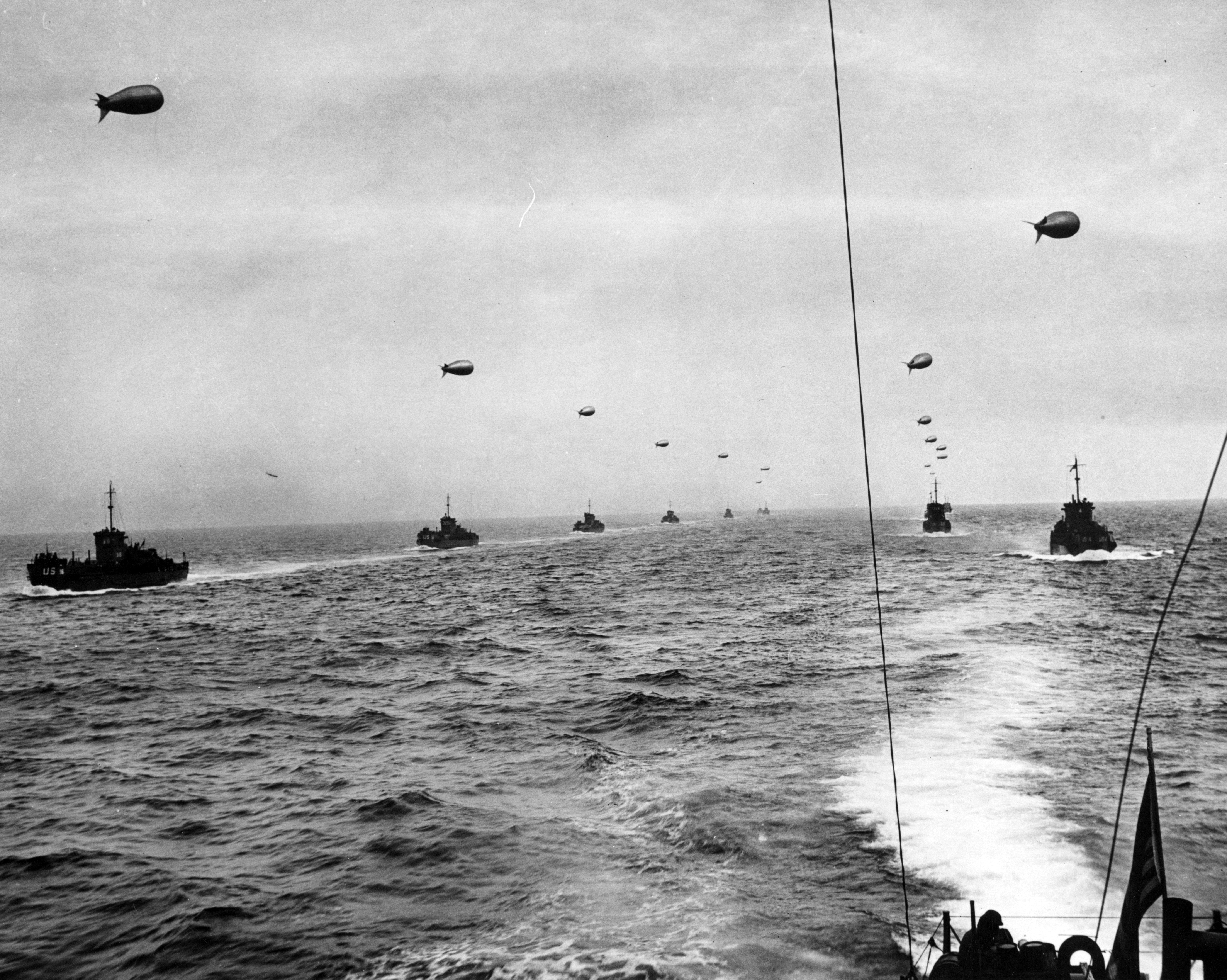
Konvoj lodí podporujících spojenecké síly při invazi do Normandie v červnu 1944

Komunikační linie (nebo jen komunikace, též zásobovací trasa) představuje ve vojenství trasu, která spojuje operující vojenskou jednotku s její zásobovací základnou. Po komunikačních liniích se přepravují zásoby a posily, bezpečná a průchozí komunikační linie je proto životně důležitá pro efektivní fungování jakýchkoli vojenských sil. Před nástupem válečného využití telegrafu a rádia představovaly komunikační linie také cesty, které používali kurýři na koních nebo běžci k doručování rozkazů a bojových zpráv mezi veliteli jednotek a jejich velitelstvím.
Jednotka, jejíž komunikační linie byly kompromitovány (vyzrazeny či ohroženy), se stává zranitelnou, může být izolována a zničena, protože ztratila možnost vyžádat si posily a zásoby. Typicky třeba partyzánská činnost může spočívat právě v narušování komunikačních linií.
V anglofonním prostředí se používá zkratka LOC z anglického line of communication. Lze pak rozlišit námořní komunikační linie (SLOC ze sea), pozemní komunikační linie (GLOC z ground) a letecké komunikační linie (ALOC z air).

## Příklady
Mezi známé případy důležitosti komunikačních linií a jejich ochrany či naopak narušení patří:
- V napoleonských válkách obtížný terén Pyrenejského poloostrova a guerrilový odboj ve Španělsku (1808–1814) ztěžoval a nakonec zcela zlikvidoval francouzský plán na ovládnutí země.[1][2] Neúměrné prodloužení zásobovacích tras a jejich ohrožování kozáckými výpady v ruském tažení roku 1812 způsobily Napoleonově armádě značné ztráty.[1][3]
- Ve vrcholné fázi druhé světové války bylo v tzv. „bitvě o koleje“ partyzány citelně narušováno zásobování německé armády, podle německých pramenů bylo nasazeno zhruba 250 000 vojáků a příslušníků SS pro různé bezpečnostní úkoly, sovětská strana dokonce uváděla, že jen ke střežení železničních tratí mělo být nasazeno 300 000 – 600 000 příslušníků německé armády a místních policejních sil.[4] Např. V Přerově v únoru 1945 působil štáb velitele týlových komunikací a spojů (Kommandeur der rückwartigen Verbindungen – Korück 551), který měl za úkol zejména udržovat komunikace v průchozím stavu pro zásobování i případný ústup německých jednotek.[5]
- V průběhu druhé světové války napadaly německé ponorky v Atlantském oceánu zásobovací konvoje vypravované mimo jiné ze Spojených států amerických na podporu Spojenců v Evropě. Toto ohrožení vedlo k posilování ochrany konvojů eskortními plavidly i k vývoji nových technologií odhalování ponorek a účinného boje proti nim.